# Museo Bolivariano

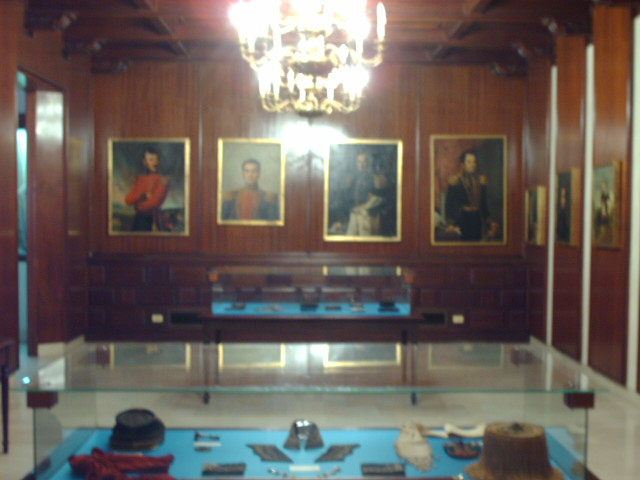
Uno de los salones del museo.

El Museo Bolivariano es un museo fundado en 1911 dedicado a la exhibición permanente de piezas de la historia de Venezuela. Está ubicado entre las esquinas de Traposo a San Jacinto, a un lado de la casa natal de Bolívar en la Parroquia Catedral en el centro de Caracas.
En el se pueden encontrar documentos históricos, armas del período colonial e independentista, vestimentas y objetos personales de Simón Bolívar.Hay una colección de escudos de las ciudades venezolanas y familias de la época colonial, entre ellos el de Caracas; banderas que se utilizaron en la Guerra de Independencia, la lanza de José Antonio Páez y el féretro en el que trasladaron los restos de Simón Bolívar desde Santa Marta a Caracas.

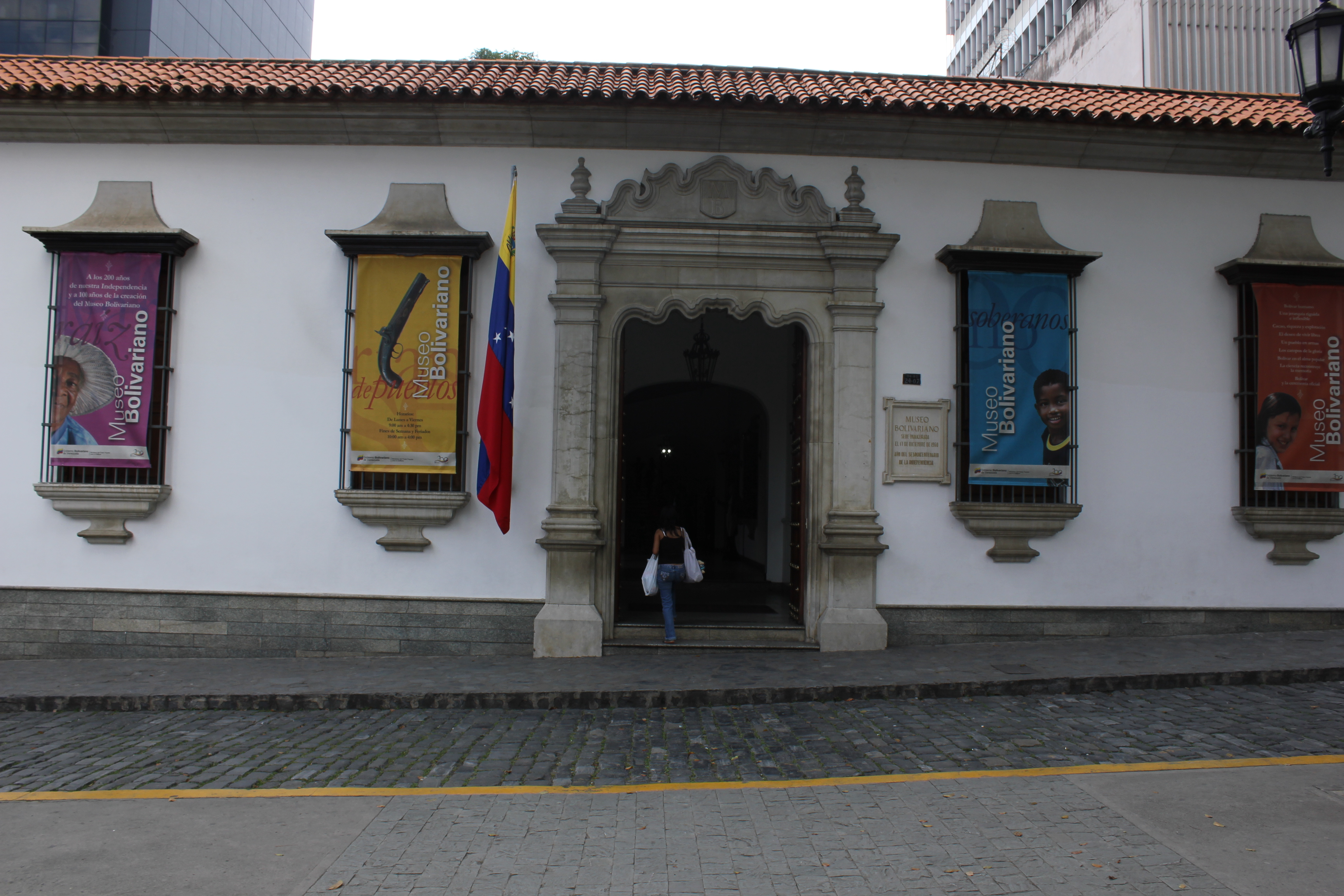
Fachada principal del Museo Bolivariano.